# لیودویگ قاریبجانیان
لیودویگ پاپیکی قاریبجانیان (ارمنی: Լյուդվիգ Պապիկի Ղարիբջանյան؛ زادهٔ ۲۴ اوت ۱۹۲۲ - درگذشته ۱۳ دسامبر ۲۰۱۱) استاد دانشگاه، تاریخ‌نگار، سیاستمدار و فعال اهل ارمنستان بود. از تاریخ ۱۹۷۹ تا تاریخ ۱۹۸۴ سمت نمایندگی دوره دهم شورای عالی اتحاد شوروی را برعهده داشت.

## زندگی‌نامه
وی در ۲۴ اوت ۱۹۲۲ در ایروان به دنیا آمد و از دانشگاه دولتی ایروان فارغ‌التحصیل گشت. وی برنده جوایزی همچون مدال موسس خورناتسی (۲۰۰۴)، نشان پرچم سرخ کار و نشان دوستی خلق (۱۹۸۶) است. وی در ۱۳ دسامبر ۲۰۱۱ در سن ۸۹ سالگی در ایروان درگذشت.